# Cloroxilenol
El cloroxilenol o para-cloro-meta-xilenol (i no tan conegut com a cloro-dimetilfenol) és un compost orgànic fenòlic clorat, derivat del xilè, però amb un grup hidroxil i un clor, utilitzat com a desinfectant. Al no ser soluble en aigua, es ven dissolt en solució aquosa de sabó. També es venen sabons, cremes i altres productes que l'inclouen.
Si bé és un producte eficaç sobre un ampli espectre de bacteris Grampositius, és menys eficaç sobre estafilococs i bacteris Gramnegatives, i sol ser ineficaç sobre Pseudomonas i inactiu sobre endòspores. Es combina amb el clotrimazol per a malalties de la pell produint-se un efecte sinèrgic.
No hi ha molts estudis malgrat la seva àmplia difusió. Es creu que el seu efecte antimicrobià es deu al fet que actua a la membrana cel·lular com tots els compostos fenòlics.

## Aplicacions
Un producte comercial molt conegut que usa aquest antisèptic és l'Espadol, conegut en anglès com Dettol.
A continuació una llista de les principals aplicacions. S'ha de tindre en compte que les concentracions i indicacions hauran de llegir-se del producte.
- Desinfecció de ferides, mossegades, raspadures, etc.
- Higiene íntima femenina.
- Caspa.
- Desinfecció de llars, oficines, hospitals, etc.
- Desinfecció de metalls.